# Motupe

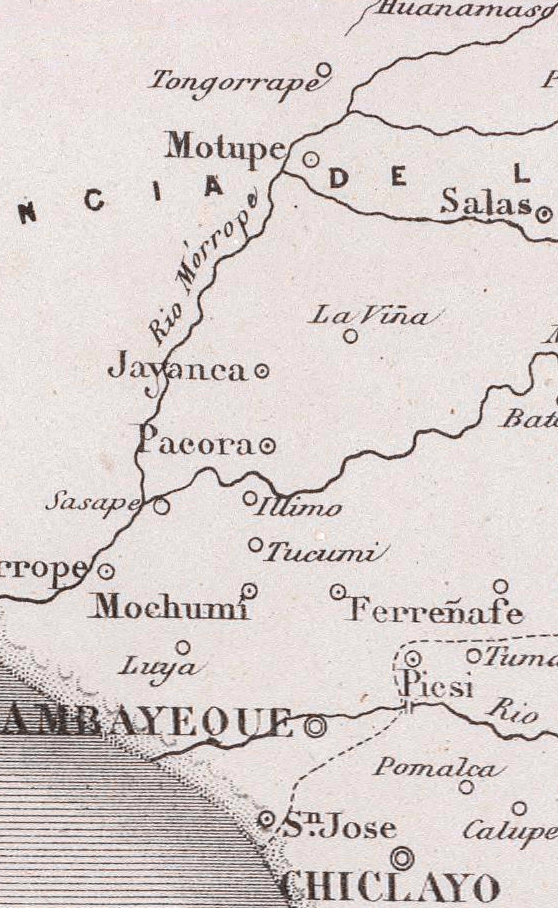
Motupe.

Motupe (del mochica: Motux) es una localidad peruana ubicada en la provincia de Lambayeque, departamento de Lambayeque. Es capital del distrito de Motupe. El 19 de septiembre de 1828 el pueblo de Motupe es elevado a la categoría de ciudad. Se encuentra a una altitud de 132 m s. n. m.

## Demografía
Según el Directorio Nacional de Centros Poblados, la ciudad cuenta con una población de 16 738 habitantes para el 2017. La población distrital asciende a 29 836, y se estima que sea de 33 952 habitantes para el 2020.

## Historia
Antes de la llegada de los españoles, la ciudad de Motupe, del que se presume su asentamiento original son las cercanas ruinas de Apurlec, era la capital del cacicazgo de etnia mochica de Motux, vocablo que con el tiempo se transformó en el nombre actual incorporando el sufijo locativo 'pe' que suele emplearse en varios topónimos de la región. Según el historiador motupano Carlos del Castillo Niño su fundación española data del 5 de febrero de 1570. Durante el gobierno de Nicolás de Piérola, el 19 de septiembre de 1898 Motupe fue elevada a la categoría de Villa, y posteriormente, el 26 de octubre de 1955 consiguió la categoría de ciudad en el gobierno del presidente Manuel Odría mediante Ley N.° 12419.

## Clima
| Parámetros climáticos promedio de Motupe                               | Parámetros climáticos promedio de Motupe | Parámetros climáticos promedio de Motupe | Parámetros climáticos promedio de Motupe | Parámetros climáticos promedio de Motupe | Parámetros climáticos promedio de Motupe | Parámetros climáticos promedio de Motupe | Parámetros climáticos promedio de Motupe | Parámetros climáticos promedio de Motupe | Parámetros climáticos promedio de Motupe | Parámetros climáticos promedio de Motupe | Parámetros climáticos promedio de Motupe | Parámetros climáticos promedio de Motupe | Parámetros climáticos promedio de Motupe |
| Mes                                                                    | Ene.                                     | Feb.                                     | Mar.                                     | Abr.                                     | May.                                     | Jun.                                     | Jul.                                     | Ago.                                     | Sep.                                     | Oct.                                     | Nov.                                     | Dic.                                     | Anual                                    |
| ---------------------------------------------------------------------- | ---------------------------------------- | ---------------------------------------- | ---------------------------------------- | ---------------------------------------- | ---------------------------------------- | ---------------------------------------- | ---------------------------------------- | ---------------------------------------- | ---------------------------------------- | ---------------------------------------- | ---------------------------------------- | ---------------------------------------- | ---------------------------------------- |
| Temp. máx. abs. (°C)                                                   | 36                                       | 37                                       | 36                                       | 35                                       | 34                                       | 32.5                                     | 30.4                                     | 30.6                                     | 31.2                                     | 32.3                                     | 34                                       | 35                                       | 37                                       |
| Temp. máx. media (°C)                                                  | 31.2                                     | 31.9                                     | 31.9                                     | 31.1                                     | 29.2                                     | 27.5                                     | 26.5                                     | 26.4                                     | 26.6                                     | 27.6                                     | 28.5                                     | 30.8                                     | 29.1                                     |
| Temp. media (°C)                                                       | 25.7                                     | 26.3                                     | 26.3                                     | 25.5                                     | 23.9                                     | 22.4                                     | 21.5                                     | 21.3                                     | 21.7                                     | 22.2                                     | 22.9                                     | 24.6                                     | 23.7                                     |
| Temp. mín. media (°C)                                                  | 20.2                                     | 20.8                                     | 20.7                                     | 19.9                                     | 18.7                                     | 17.3                                     | 16.5                                     | 16.2                                     | 16.8                                     | 16.9                                     | 17.4                                     | 18.5                                     | 18.3                                     |
| Temp. mín. abs. (°C)                                                   | 16.7                                     | 17                                       | 17.4                                     | 17.1                                     | 16                                       | 15.7                                     | 12.7                                     | 13.5                                     | 14                                       | 14.8                                     | 13.3                                     | 16                                       | 12.7                                     |
| Precipitación total (mm)                                               | 9                                        | 17                                       | 71                                       | 16                                       | 2                                        | 1                                        | 0                                        | 1                                        | 2                                        | 3                                        | 2                                        | 2                                        | 126                                      |
| Fuente: Climate-data.org(https://es.climate-data.org/location/875122/) |                                          |                                          |                                          |                                          |                                          |                                          |                                          |                                          |                                          |                                          |                                          |                                          |                                          |

## Atractivos turísticos
- Festividad de la Cruz de Chalpón de Motupe: La localidad es conocida por ser la sede de la festividad de la Santísima Cruz de Motupe, un crucifijo que data desde aproximadamente 1860, y que anualmente atrae a una multitud de peregrinos.[8]

- Cerro Chalpón: Destaca por su altura de mil metros con un bosque en sus faldas, el cual está conformado por especies como el algarrobo y el palo verde. En este lugar fue encontrada la cruz de Motupe, el 5 de agosto de 1868.[9]

- Ruinas de Apurlec: Conforman un complejo arqueológico monumental. Están conformadas por plataformas piramidales enlazadas a explanadas y recintos ceremoniales, edificados por las culturas precolombinas Lambayeque y Chimú. El Instituto Nacional de Cultura las declaró como patrimonio cultural mediante R.D. N.º 239-96 INC. También se le inscribió como Reserva arqueológica del Complejo Monumental de Apurlec, con un área total de 12,493 ha.[10]